# استان کنسپسیون (شیلی)
استان کُنسپسیون (به [Provincia de Concepción] Error: {{Lang-xx}}: متن دارای نشانه‌گذاری ایتالیک است (راهنما)) یکی از چهار استان منطقه بیوبیو شیلی است. مرکز استان شهر کنسپسیون دومین شهر بزرگ شیلی پس از سانتیاگو است.